# Arzviller
Arzviller – miejscowość i gmina we Francji, w regionie Grand Est, w departamencie Mozela.
Według danych na rok 1990 gminę zamieszkiwało 508 osób, a gęstość zaludnienia wynosiła 98 osób/km² (wśród 2335 gmin Lotaryngii Arzviller plasuje się na 588. miejscu pod względem liczby ludności, natomiast pod względem powierzchni na miejscu 994.).